# Lago salato di Limassol
Il lago salato di Limassol (noto anche come lago salato di Akrotiri) è il più grande specchio d'acqua interno dell'isola di Cipro, ad Akrotiri e Dhekelia, nel Regno Unito, un territorio d'oltremare.
Si trova a sud-ovest della tentacolare città di Limassol e misura 10,65 km². Il suo punto più basso si trova a 2,7 metri sotto il livello del mare e nel punto più profondo la profondità dell'acqua misura circa un metro. I geologi ipotizzano che il lago si sia formato in seguito all'unione graduale di un isolotto al largo della costa meridionale di Cipro.
Il lago stesso è considerato una delle zone umide più importanti della regione del Mediterraneo orientale. La profondità del lago (più della metà del lago è inferiore a 30 centimetri di profondità) attira migliaia di uccelli acquatici che lo utilizzano come sosta durante le stagioni migratorie tra l'Africa e l'Europa. BirdLife International stima che tra 2.000 e 20.000 fenicotteri maggiori (Phoenicopterus roseus) trascorrano i mesi invernali sul lago.
Questo lago salato si trova all'interno di Akrotiri e Dhekelia, un territorio britannico d'oltremare sull'isola di Cipro, amministrato come Area di Base Sovrana. Si trova nella Western Sovereign Base Area.
Nel 2003 il Ministero della Difesa britannico ha suscitato polemiche per la costruzione di due gigantesche antenne come parte della sua rete di postazioni di ascolto radiofonico in Medio Oriente.
Gli ambientalisti locali ed europei temono che la vicinanza dei posti di ascolto a questo ecosistema possa avere un impatto significativo sulla fauna selvatica.

## Galleria d'immagini

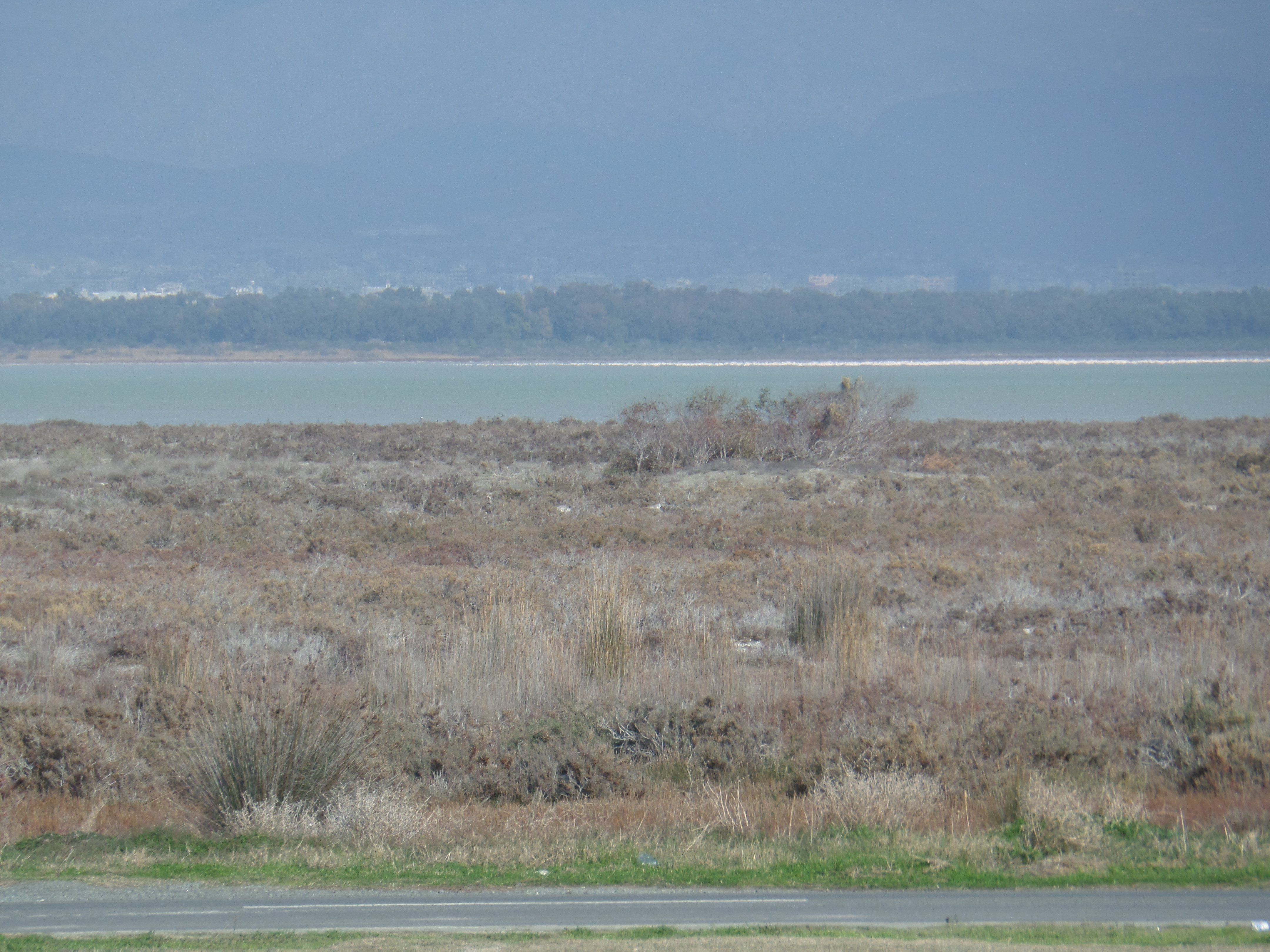
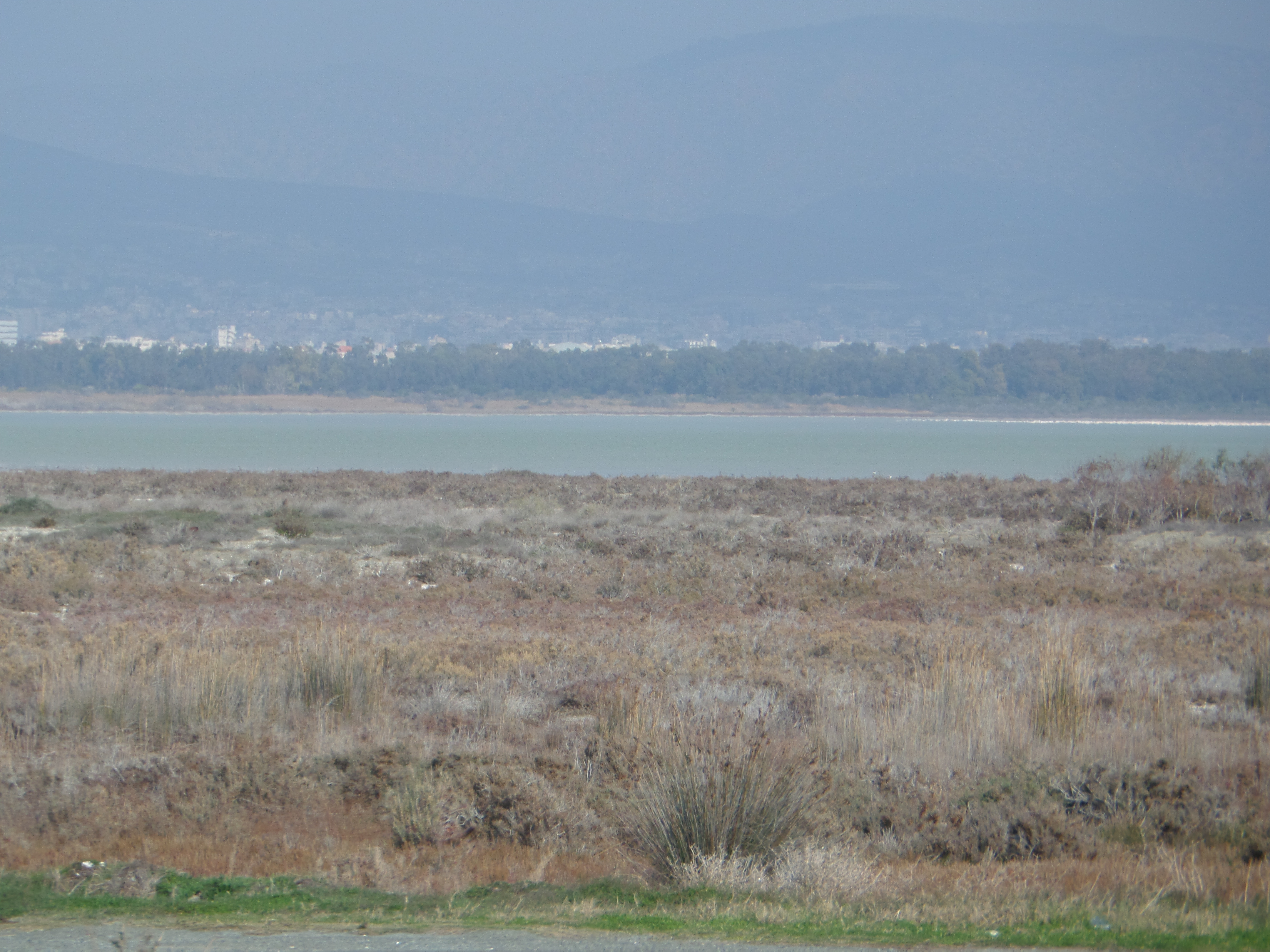
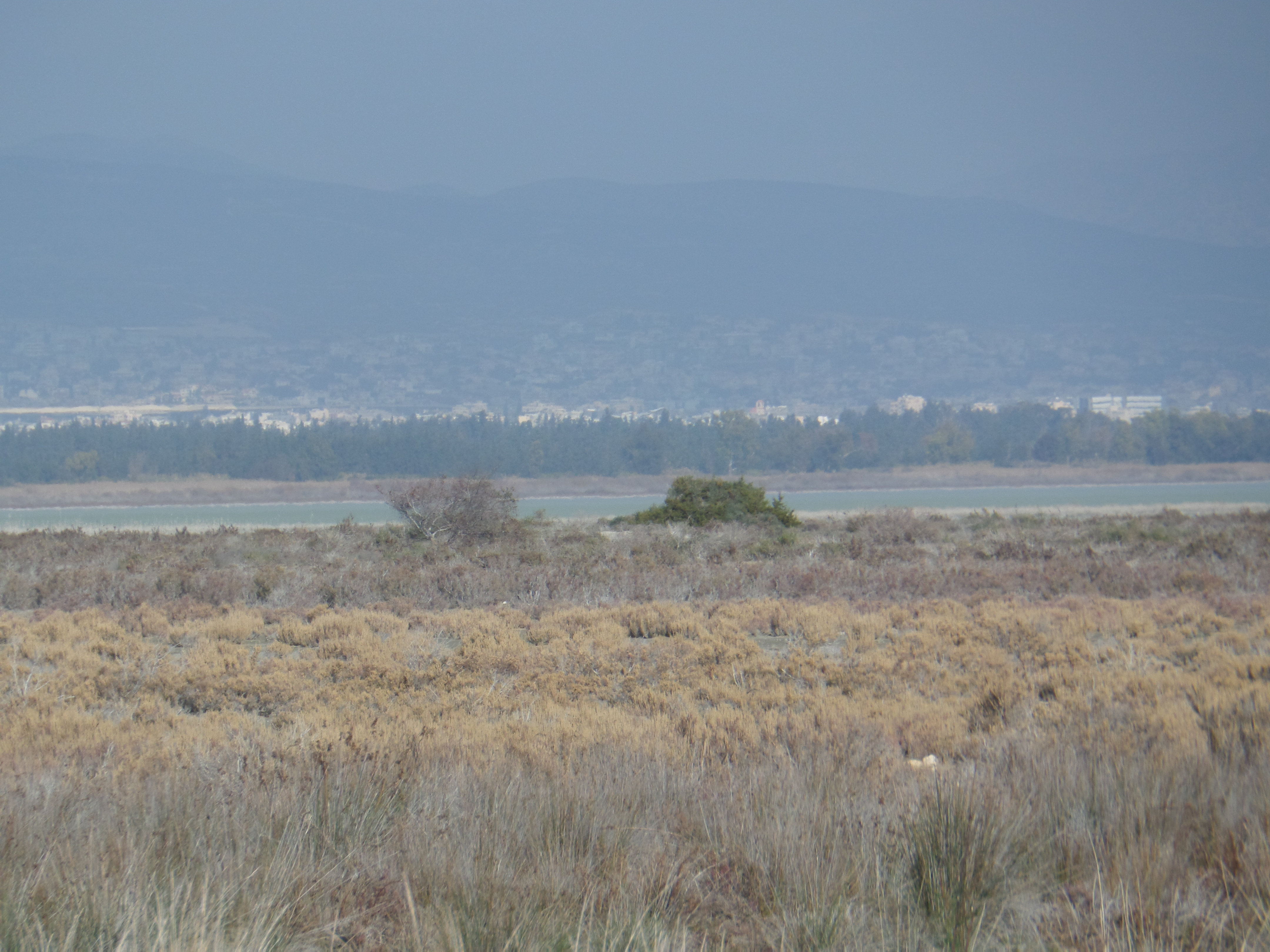
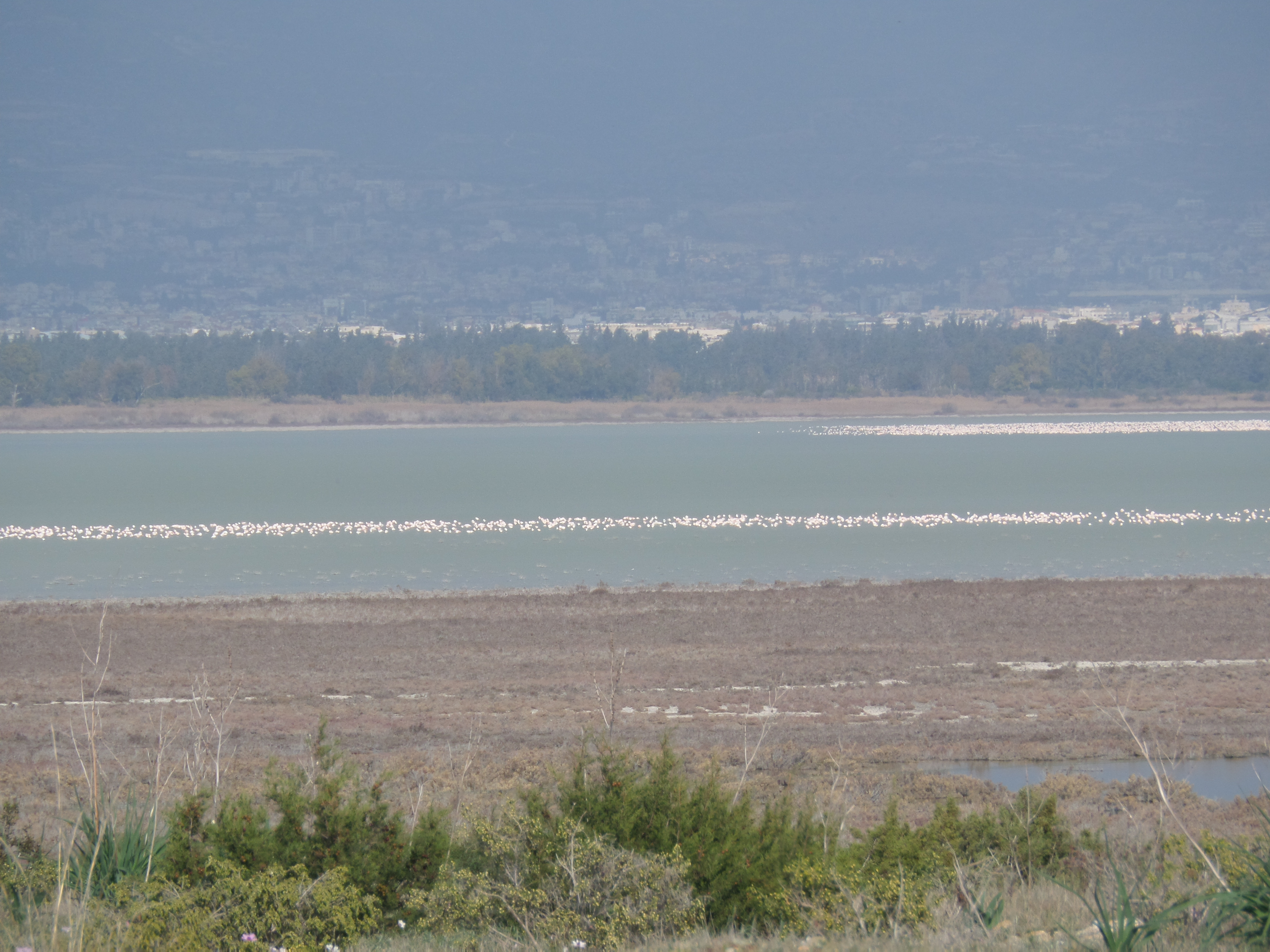
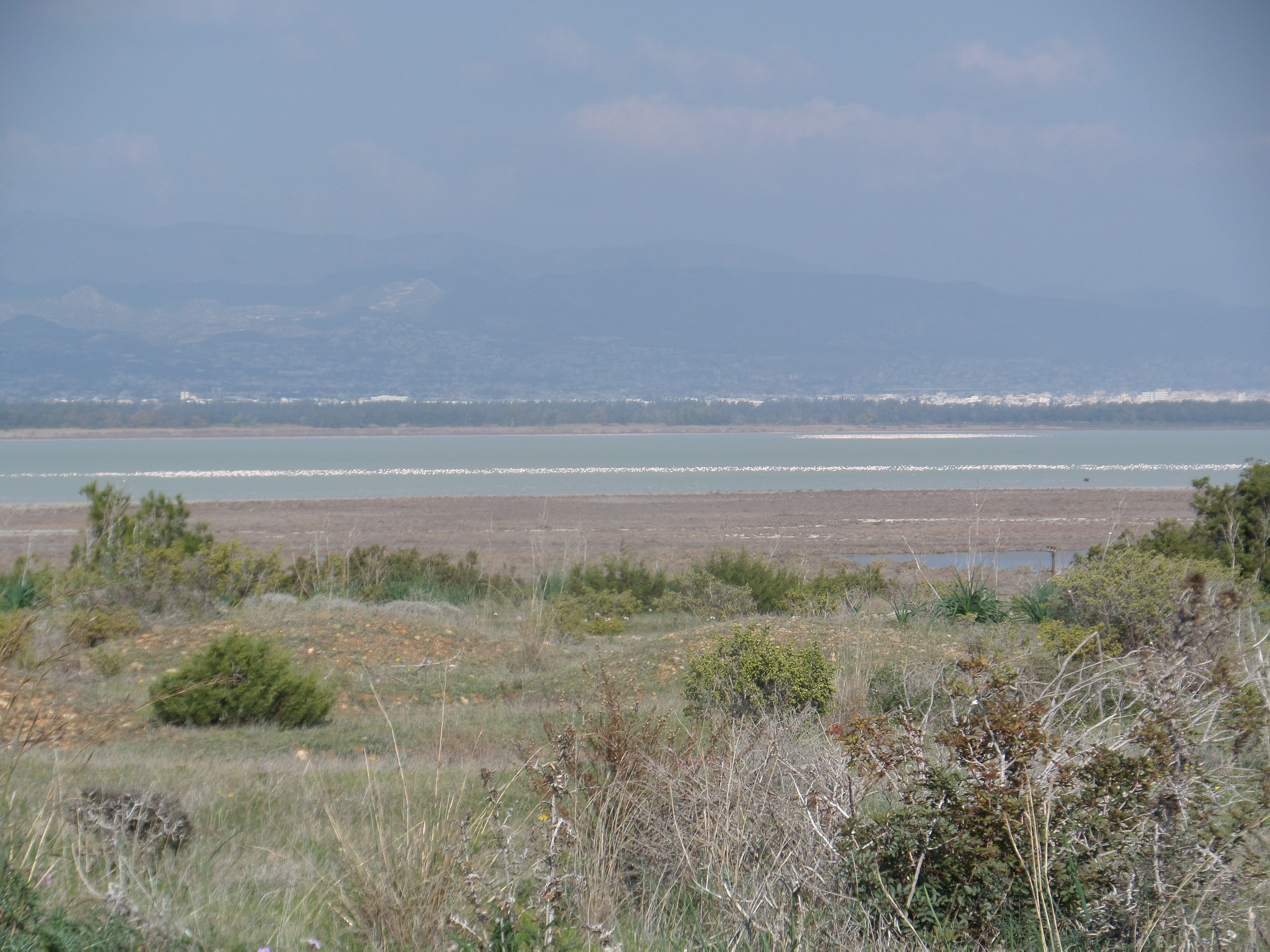
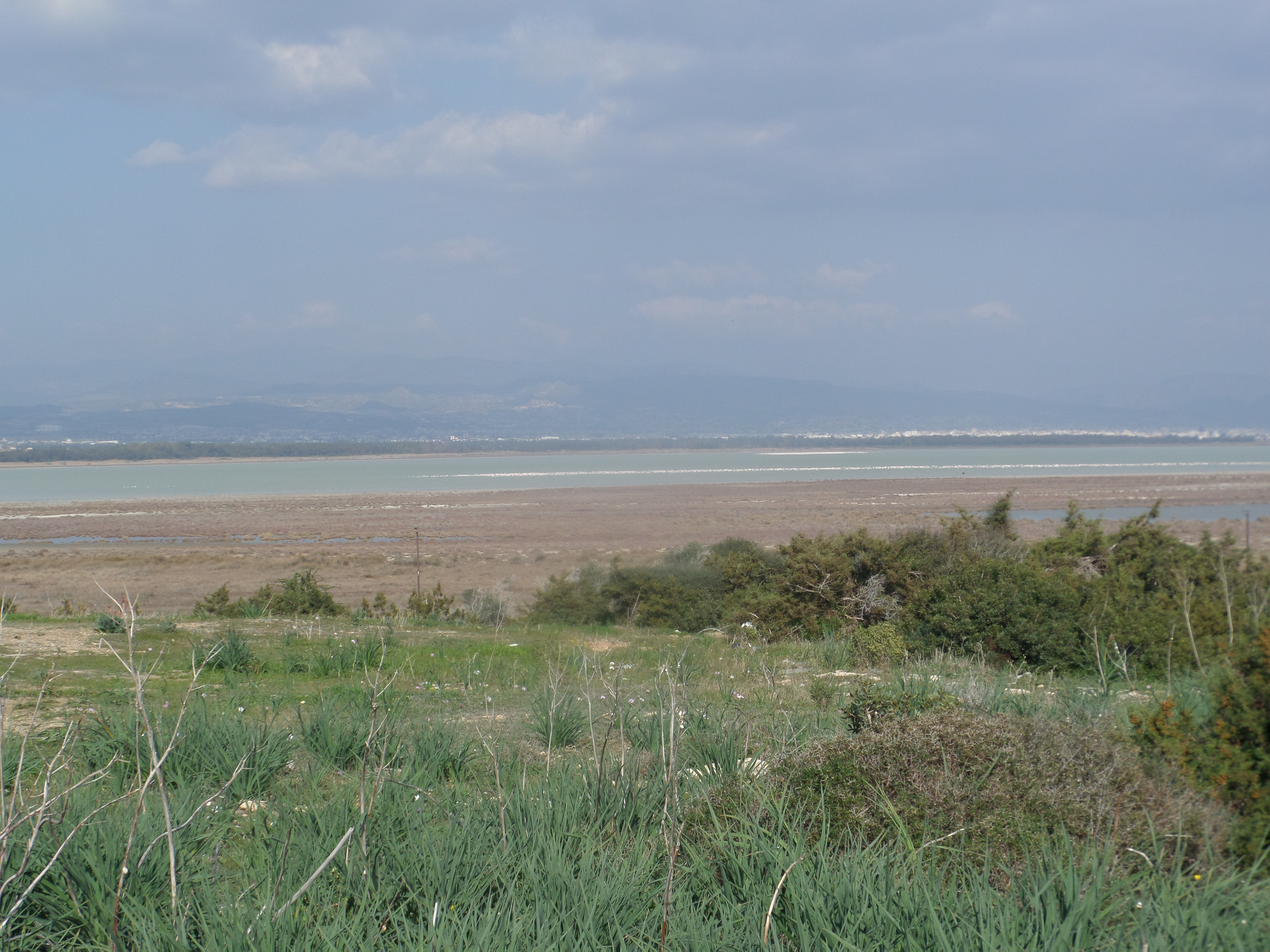
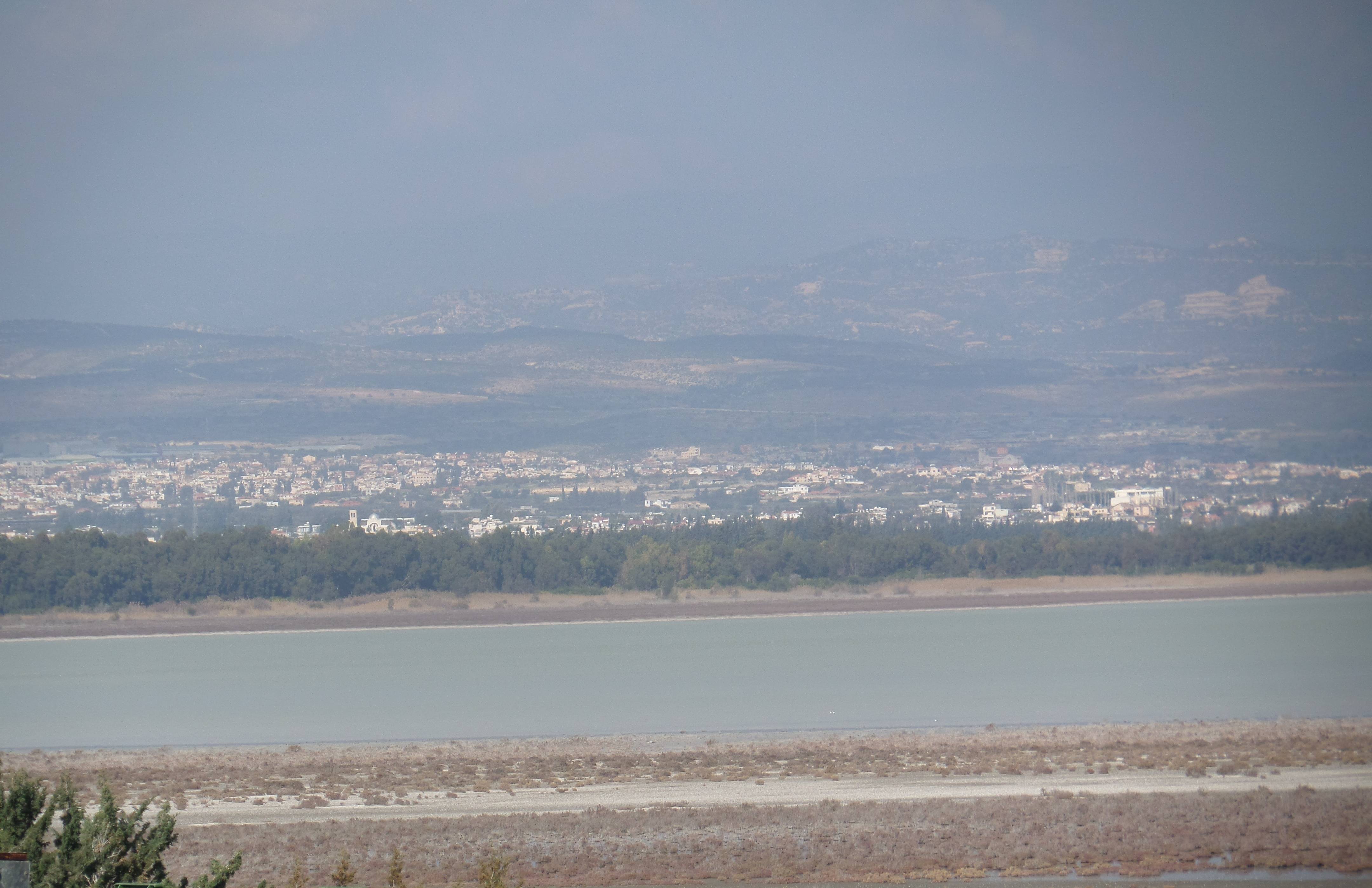
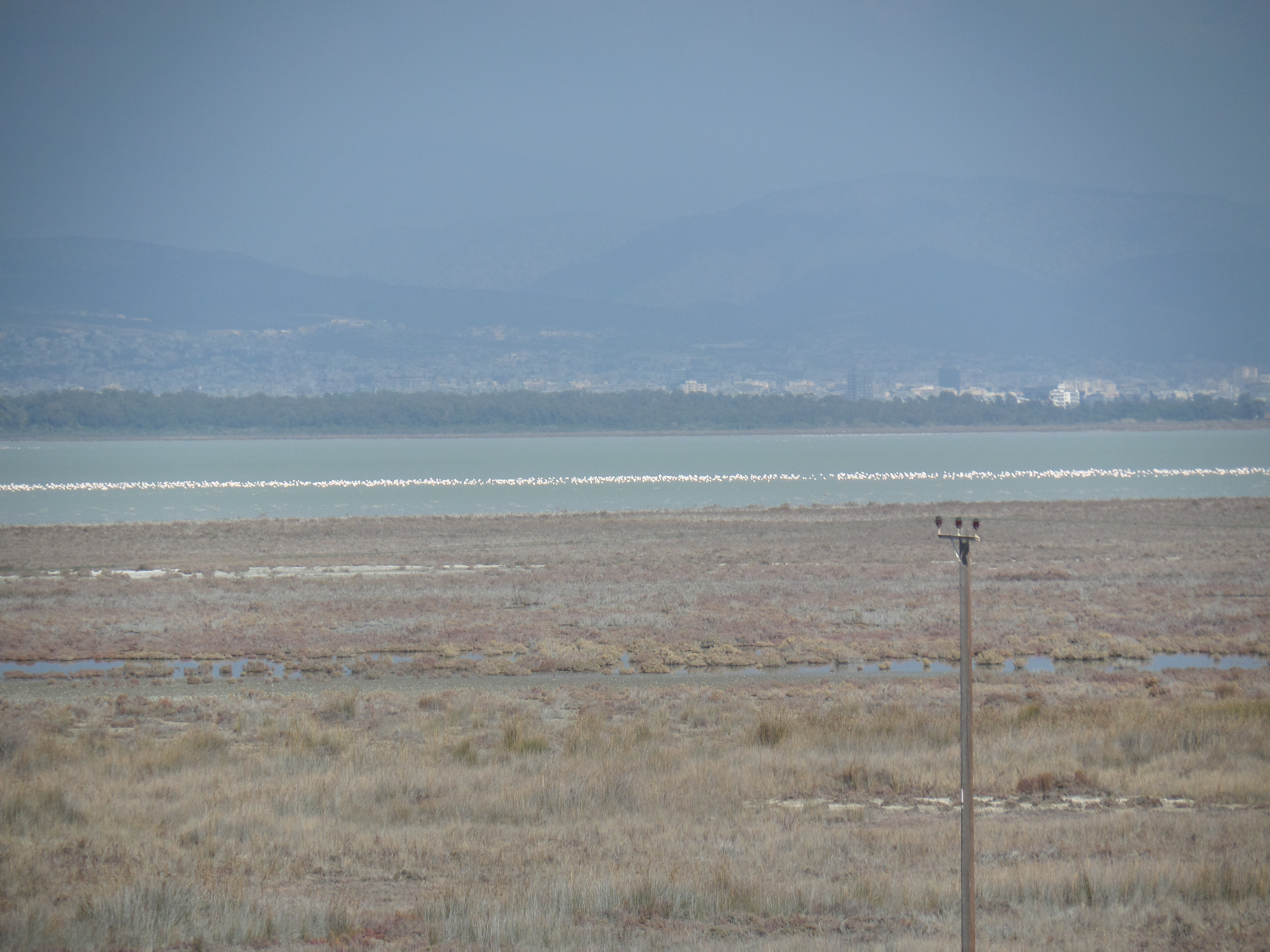
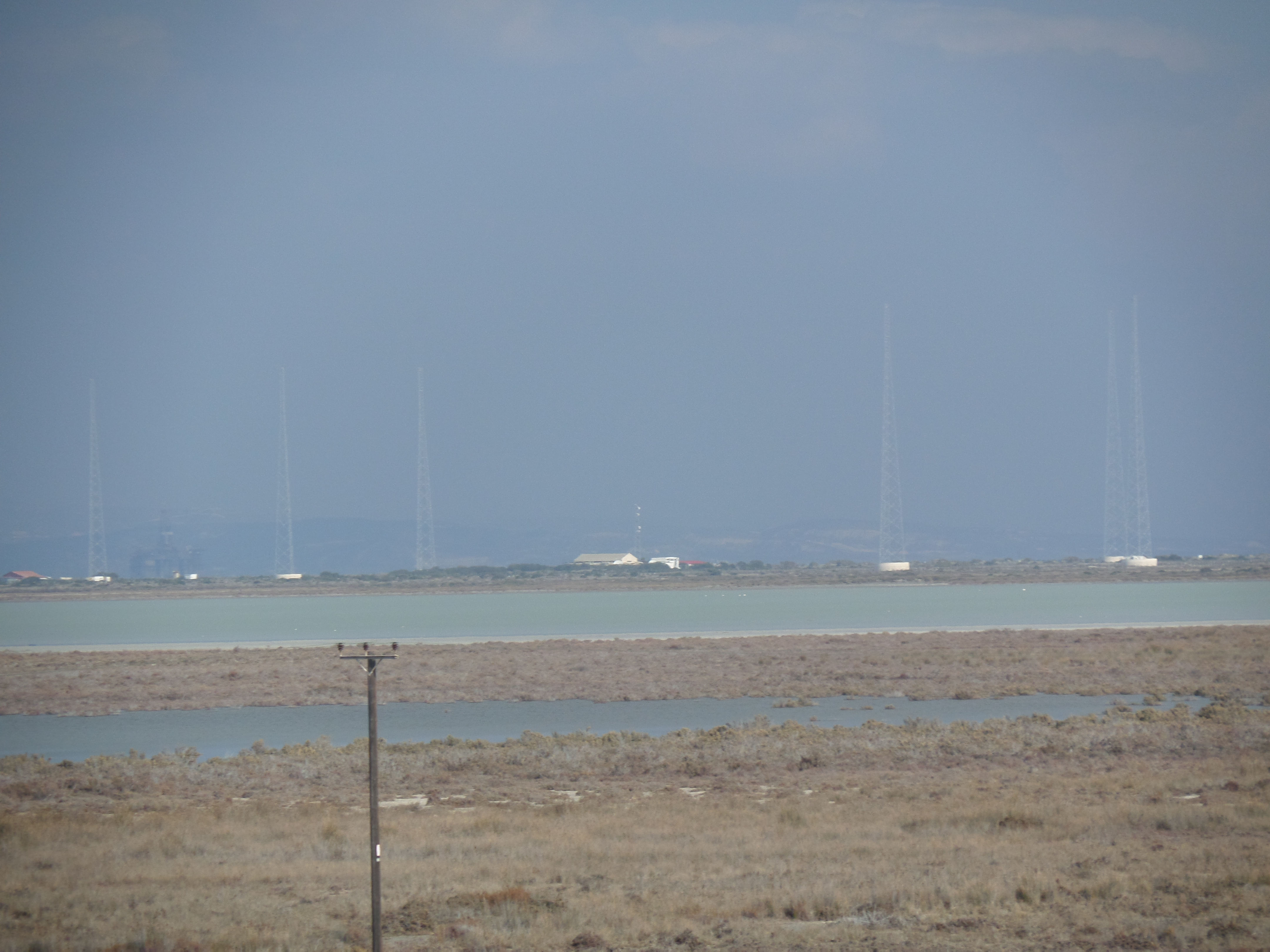
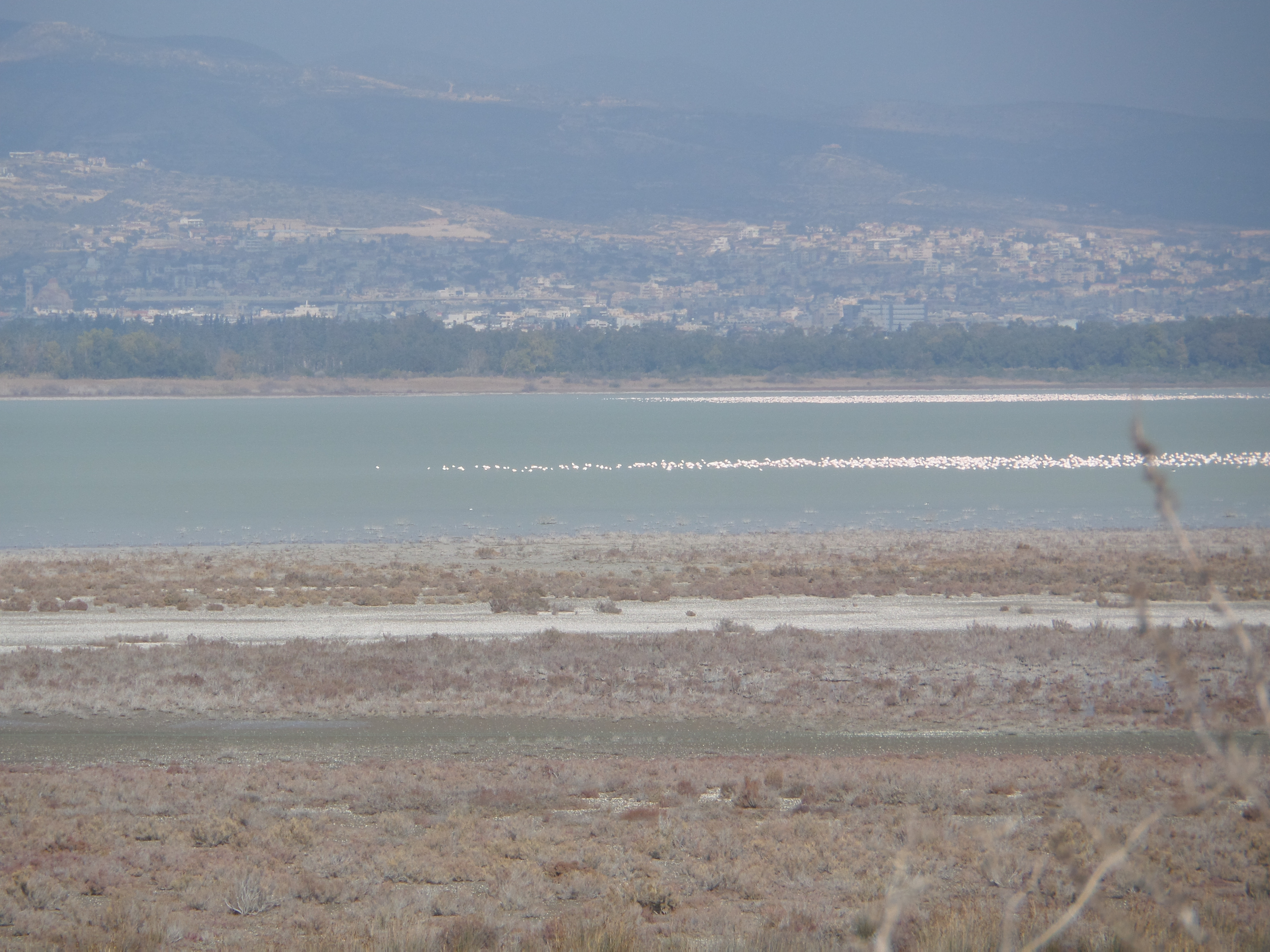
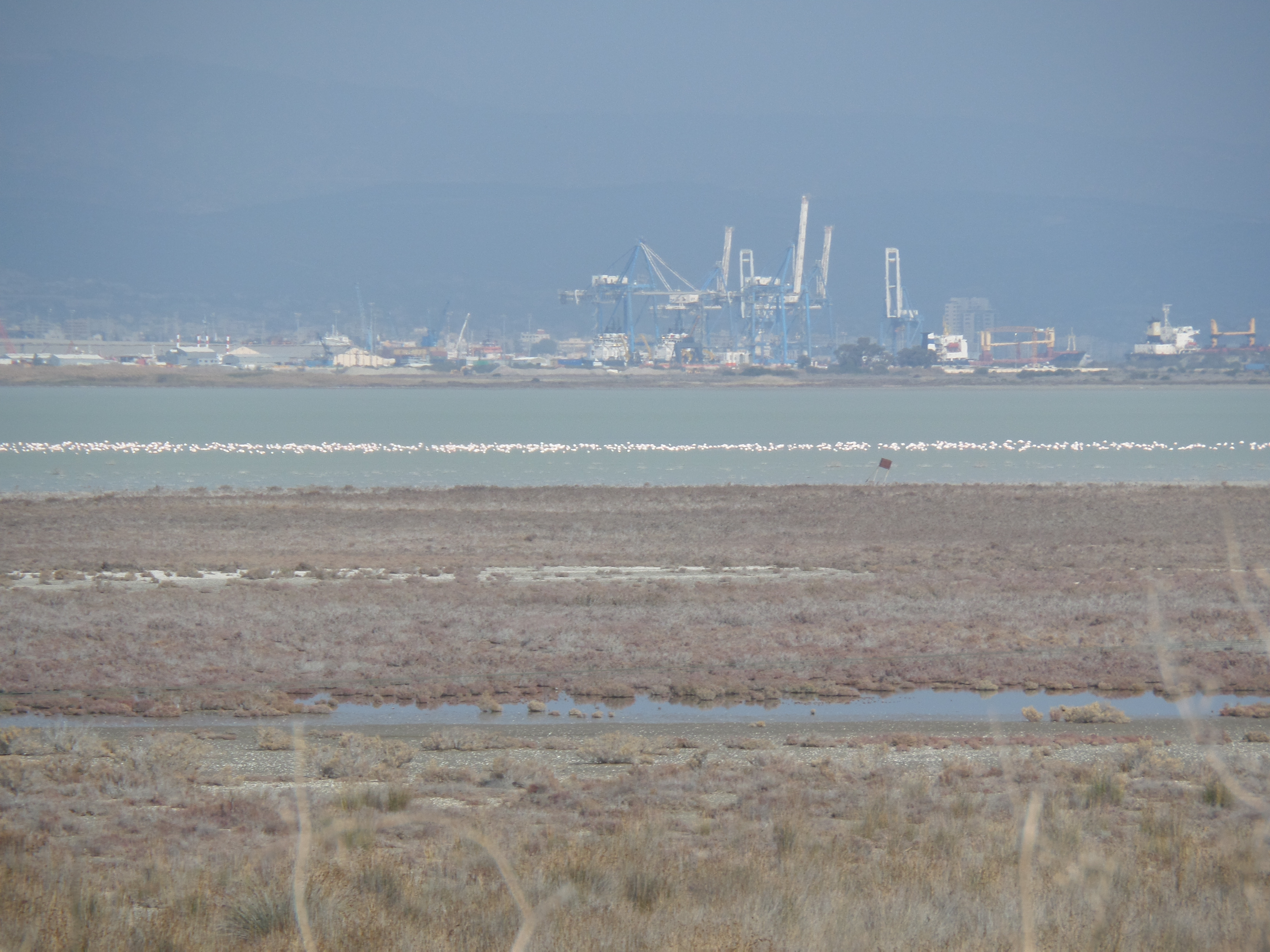
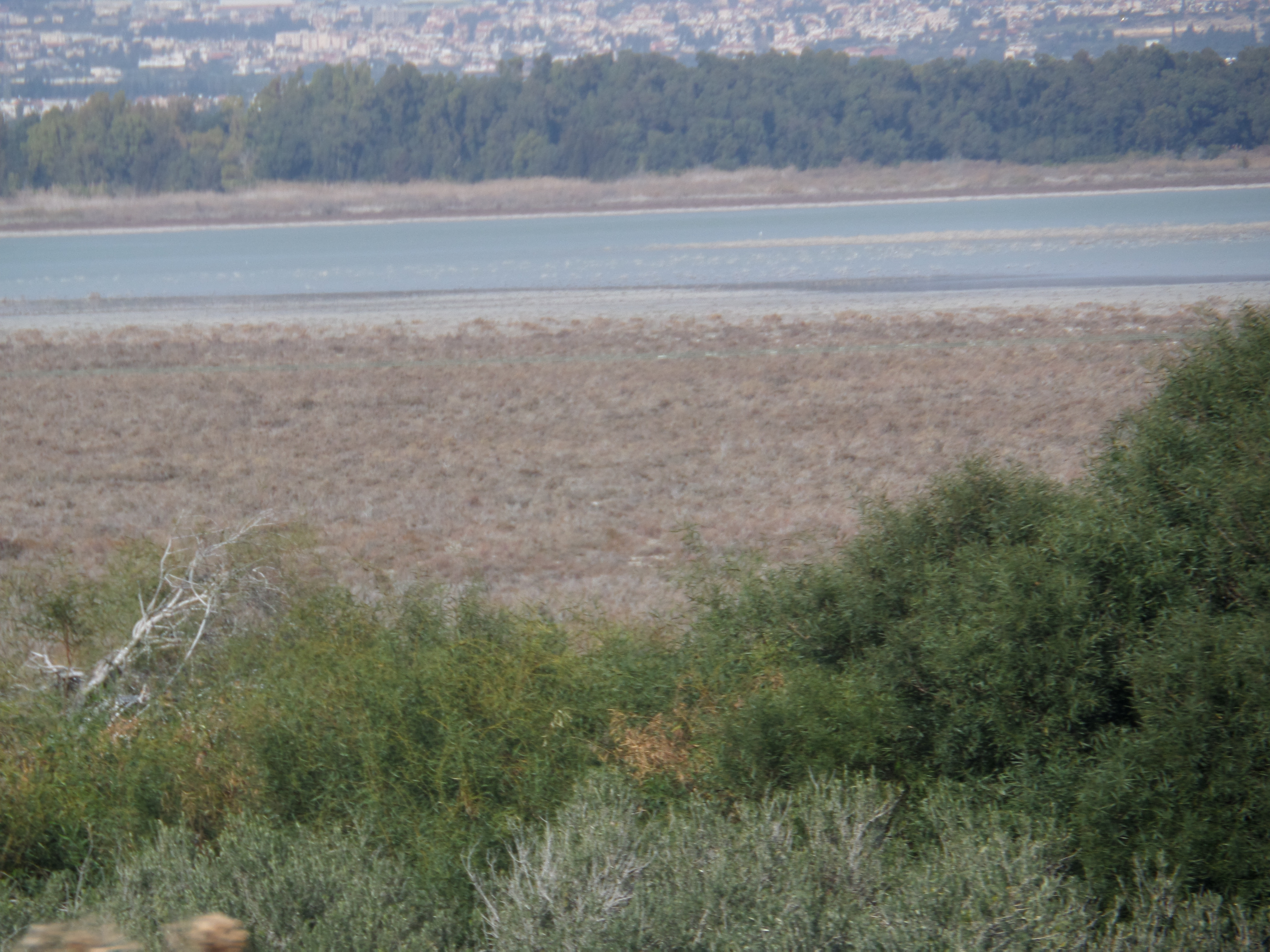
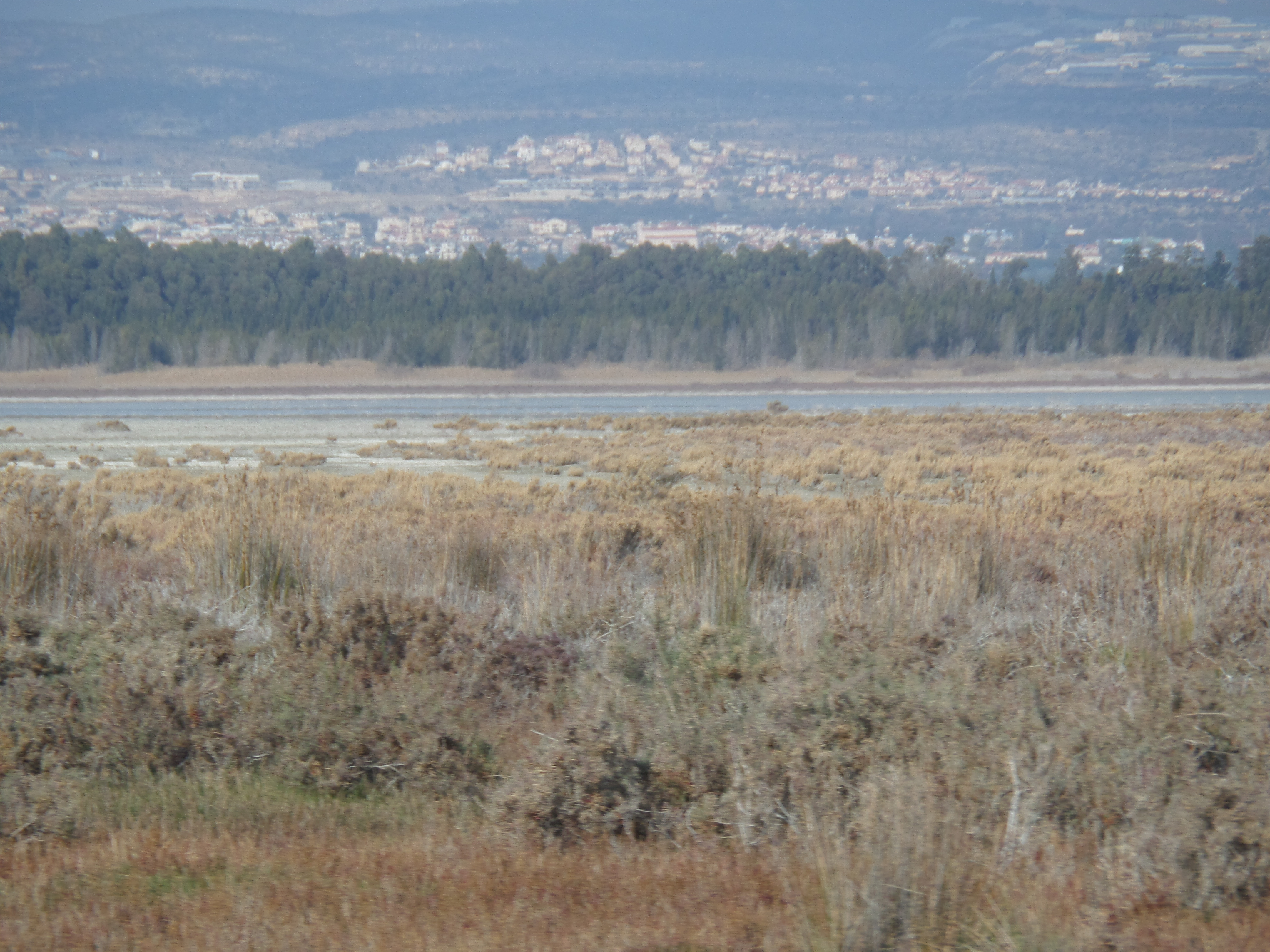